# Hofgarten Solingen
Der Hofgarten Solingen ist das größte Einkaufszentrum in Solingen und nach dem Allee-Center in Remscheid das zweitgrößte Einkaufszentrum im Bergischen Land. Es liegt am Graf-Wilhelm-Platz und der Kölner Straße auf dem Grundstück des ehemaligen Karstadt-Hauses, wobei ein Teil der ehemaligen Karstadt-Passage integriert wurde. Es besteht aus drei Etagen für den Einzelhandel und drei Etagen Parkhaus sowie zwei weiteren Etagen.

## Geschichte
Für den Bau wurde der ehemals denkmalgeschützte Hedderich-Pavillon abgerissen und das Turmhotel gesprengt.
Beim Bau wurden nachhaltige und umweltverträgliche Materialien verwendet. Die Fassade besteht oberhalb des Sockels aus einer gläsernen Metallgewebefassade, die das Thema Industrie reflektiert. Viele Händler sind aufgrund der moderneren und zentraleren Umgebung aus den Clemens-Galerien in den Hofgarten umgezogen.
Bei einem 2015 im Auftrag der Immobilien Zeitung durchgeführten Ranking von Einkaufszentren in Deutschland durch die Mieter belegte der Hofgarten mit einer Note von 3,4 nur Platz 214 von 248 bewerteten Immobilien.
Am 13. März 2017 gab es eine anonyme Bombendrohung in den sozialen Medien, die zu einer vorübergehenden Schließung führte. Die chemische Bombe sollte um 14:00 Uhr gezündet werden. Die Polizei konnte am Nachmittag bereits Entwarnung geben, da es keinen Fund gegeben hat.
Im Juni 2019 wurde der Hofgarten von der Sonnae Sierra (Portugal) und MAB Development (Niederlande) an die britische REVCAP-Gruppe verkauft, über den Verkaufspreis wurde Stillschweigen vereinbart.